# Мид-фьорд
Мид-фьорд (исл. Miðfjörður) — небольшой фьорд на северо-западе Исландии.
Фьорд питают воды реки Аустурау; он достигает 3.5 км в ширину и 14 км в длину. На западе мыс Heggstaðanes отделяет Мидфьордюр от фьорда Хрута-фьорд. На восточном берегу расположен город Хвамстаунги. Фьорд впадает в залив Хунафлоуи. Недалеко от южной оконечности фьорда проходит Окружная дорога, автомагистраль Маршрут № 1р.
Самая известная усадьба Мид-фьорда — Бьярг, место рождения героя одной из саг об исландцах, Греттира.